# 天使の傷痕
『天使の傷痕』（てんしのしょうこん）は、西村京太郎の推理小説。1965年、第11回江戸川乱歩賞受賞作品。本作は、作家デビュー後初の長編である前年の『四つの終止符』に続く第2作である。タイトルの「傷痕」は「きずあと」ではなく「しょうこん」と音読みする。2015年には、新装版が講談社文庫から発売された。

## 概説
西村京太郎といえば、今日ではトラベルミステリーの第一人者として知られているが、初期の本作は社会派推理小説に分類されるジャンルの作品で、当時の社会問題を題材に扱っている。ラストでは、単なる責任者への糾弾や差別への批判ではない、被害者たち自身のこの先の生き方に対する問題提起も含んでいる。

## あらすじ
新聞記者の田島は、恋人の昌子と郊外の小山でハイキングを楽しんでいた。そこへ突如、胸に刃物を突き刺された男が現れ、「テン…」と言い残して絶命する。速やかに警察へ通報して、現場周辺に包囲網が張られたにもかかわらず、犯人は見つからなかった。被害者の男は、フリーの雑誌記者をしながら掴んだネタで他人から金品を強請り取るというアコギな生活を送っており、殺した犯人は秘密を知られ脅されていた人物であろうと推測された。事件に興味を持った田島は、警察とは別に、取材を兼ねて独自の捜査を開始する。
やがて田島は、被害者の久松と付き合いのあった雑誌社から「天使は金になる」と書かれた久松のメモを入手し、この「天使」こそ自分が聞いた「テン…」という言葉なのだと思う。「天使」という言葉をキーワードに、警察・田島それぞれの捜査で何人かの容疑者が挙がってくる一方、関係者が不審死を遂げるなど、事件は徐々に新しい進展を見せていく。しかし、最後に犯人と突き止められたのは思いもよらない人物だった。そして、「天使」の本当の意味も明らかになっていく。犯人は、世間に公にされては彼等の生活が瓦解するような身内の悲しい秘密を久松に嗅ぎ付けられ、身内を守るために久松の口を封じたのだった。

## 登場人物
田島伸治
主人公。新聞記者。
山崎昌子
田島の恋人。
久松実
俗にトップ屋と呼ばれる、週刊誌にゴシップ記事を売り込むフリーの雑誌記者。田島と昌子のデート中、負傷した姿で不意に現れ、死亡する。
片岡有木子 / エンゼル片岡
久松が写真を持っていたストリッパー。エンゼル片岡は芸名。
絹川文代
久松が通っていたバー「エンゼル」のママ。
田熊かね
久松のアパートの管理人。
中村警部補
久松の事件を捜査する警察官。

## テレビドラマ
テレビ東京系列『女と愛とミステリー』枠でテレビドラマ化され、2001年7月4日に放映された。

### キャスト
- 田島伸治 - 村上弘明
- 山崎昌子 - 遠野凪子
- 久松実 - 原田大二郎
- 田熊かね - 千石規子
- 片岡有木子 - 岡元夕紀子
- 里村真一 - 平泉成
- 沼沢章吾 - 中山克巳
- 山崎謙介 - 松戸俊二
- 山崎英子 - 神野美紀
- 榎本成史 - 永森英二
- 絹川文代 - 多岐川裕美
- 緑川淳子 - 山村紅葉
- 坂東房枝 - 絵沢萠子
- 宮崎刑事 - 甲本雅裕
- 佐野和歌子 - 尾口衿子
- 坂東三郎 - 室田日出男
- 馬場彰 - 石倉三郎
- 沼沢時枝 - 床嶋佳子
- 中村警部補 - 佐野史郎
- 三遊亭あろー、朝倉伸二　ほか

### スタッフ
- 原作 - 西村京太郎
- 脚本 - 吉田弥生
- 監督 - 田中康隆
- 撮影協力 - 内外タイムス、霊友会、阿仁町、角館町、秋田内陸縦貫鉄道、笛吹渓谷開発協会、東日本旅客鉄道、日本電気計器検定所、かつしかシンフォニーヒルズ　ほか
- ボディスタント - K&U
- 技術協力 - バル・エンタープライズ
- 美術協力 - 山崎美術
- プロデューサー - 不破敏之（テレビ東京）、森下和清（テレパック）、黒沢淳（テレパック）
- 製作 - テレビ東京、BSジャパン、テレパック